# Rhytiphora obenbergeri
Rhytiphora obenbergeri là một loài bọ cánh cứng trong họ Cerambycidae.